# تونينو ديلي كولي
تونينو ديلي كولي (بالإيطالية: Tonino Delli Colli)‏ (و. 1922 – 2005 م) هو مصور سينمائي، ومشغل الكاميرا إيطالي، ولد في روما، بدأ مشواره المهني سنة 1943، توفي في روما، عن عمر يناهز 83 عاماً، بسبب نوبة قلبية.

## جوائز
حصل على جوائز منها:
- ديفيد دي دوناتيلو.

## وصلات خارجية
- تونينو ديلي كولي على موقع IMDb (الإنجليزية)
- تونينو ديلي كولي على موقع قاعدة بيانات الأفلام العربية
- تونينو ديلي كولي على موقع ألو سيني (الفرنسية)
- تونينو ديلي كولي على موقع أول موفي (الإنجليزية)
- تونينو ديلي كولي على موقع قاعدة بيانات الأفلام السويدية (السويدية)
- تونينو ديلي كولي على موقع قاعدة بيانات الفيلم (الإنجليزية)
- تونينو ديلي كولي على موقع كينوبويسك (الروسية)